# Sommerbiathlon-Weltmeisterschaften 2023
Die Sommerbiathlon-Weltmeisterschaften 2023 wurden vom 21. bis 27. August 2023 im Národné biatlonové centrum Osrblie nahe der slowakischen Stadt Brezno ausgetragen. Es handelte sich nach 1998 und 2004 um die dritte Ausgabe der Veranstaltung in Osrblie und der Slowakei.
Mit zehn verschiedenen Siegern gab es eine nie vorher dagewesene Vielfalt an Sommerbiathlonweltmeistern. Den eindrucksvollsten Auftritt legte dabei Lora Christowa aus Bulgarien hin, die die Laufzeiten dominierte und alle Wettkämpfe bei den Juniorinnen für sich entscheiden konnte. Erfolgreichste Athleten im Seniorenbereich waren Tuuli Tomingas und Vytautas Strolia, im Juniorenklassement erzielten Christowa und der Kroate Matija Legović kombiniert die besten Ergebnisse.

## Zeitplan
| Datum            | Männer  | Männer                             | Frauen  | Frauen                                |
| Datum            | Uhrzeit | Wettbewerb                         | Uhrzeit | Wettbewerb                            |
| ---------------- | ------- | ---------------------------------- | ------- | ------------------------------------- |
| 24. August (Do.) | 13:45   | Qualifikation Supersprint Junioren | 10:00   | Qualifikation Supersprint Juniorinnen |
| 24. August (Do.) | 15:15   | Finale Supersprint Junioren        | 11:30   | Finale Supersprint Juniorinnen        |
| 25. August (Fr.) | 13:45   | Qualifikation Supersprint          | 10:00   | Qualifikation Supersprint             |
| 25. August (Fr.) | 15:15   | Finale Supersprint                 | 11:30   | Finale Supersprint                    |
| 26. August (Sa.) | 12:00   | Sprint Junioren                    | 10:00   | Sprint Juniorinnen                    |
| 26. August (Sa.) | 16:40   | Sprint                             | 14:30   | Sprint                                |
| 27. August (So.) | 12:15   | Verfolgung Junioren                | 10:30   | Verfolgung Juniorinnen                |
| 27. August (So.) | 14:15   | Gala-Massenstart                   | 16:15   | Gala-Massenstart                      |

## Medaillenspiegel
| Platz | Land        |   |   |   |    |
| ----- | ----------- | - | - | - | -- |
| 01    | Bulgarien   | 3 | – | 1 | 4  |
| 02    | Ukraine     | 2 | 4 | 5 | 11 |
| 03    | Estland     | 1 | 2 | – | 3  |
| 04    | Deutschland | 1 | 1 | 2 | 4  |
| 05    | Tschechien  | 1 | 1 | 1 | 3  |
| 06    | Kroatien    | 1 | – | 1 | 2  |
| 07    | Belgien     | 1 | – | – | 1  |
| 07    | Lettland    | 1 | – | – | 1  |
| 07    | Polen       | 1 | – | – | 1  |
| 010   | Slowakei    | – | 2 | – | 2  |
| 011   | Litauen     | – | 1 | 1 | 2  |
| 012   | Rumänien    | – | 1 | – | 1  |
| 013   | Schweden    | – | – | 1 | 1  |

## Ergebnisse

### Männer
| Rang | Name                 |
| ---- | -------------------- |
| 1    | Andrejs Rastorgujevs |
| 2    | Tomáš Mikyska        |
| 3    | Artem Tyschtschenko  |
| 4    | Dmitri Schamajew     |
| 5    | Florent Claude       |
| 6    | Dominic Schmuck      |
| 7    | Oskar Brandt         |
| 8    | Mikuláš Karlík       |
| 9    | Bohdan Zymbal        |
| 10   | Vytautas Strolia     |

| Rang | Name              |
| ---- | ----------------- |
| 1    | Florent Claude    |
| 2    | Vytautas Strolia  |
| 3    | Jesper Nelin      |
| 4    | Anton Dudtschenko |
| 5    | Maksim Fomin      |
| 6    | Peppe Femling     |
| 7    | Artem Pryma       |
| 8    | Dmitri Schamajew  |
| 9    | Benjamin Menz     |
| 10   | Thierry Langer    |

| Rang | Name                 |
| ---- | -------------------- |
| 1    | Taras Lessjuk        |
| 2    | Dmitri Schamajew     |
| 3    | Vytautas Strolia     |
| 4    | Andrejs Rastorgujevs |
| 5    | Fabian Kaskel        |
| 6    | Thierry Langer       |
| 7    | Jesper Nelin         |
| 8    | Rene Zahkna          |
| 9    | Artem Tyschtschenko  |
| 10   | Renārs Birkentāls    |

### Frauen
| Rang | Name                |
| ---- | ------------------- |
| 1    | Marion Wiesensarter |
| 2    | Tuuli Tomingas      |
| 3    | Lisa Spark          |
| 4    | Joanna Jakieła      |
| 5    | Susan Külm          |
| 6    | Tereza Voborníková  |
| 7    | Darija Blaschko     |
| 8    | Markéta Davidová    |
| 9    | Tereza Vinklárková  |
| 10   | Johanna Skottheim   |

| Rang | Name               |
| ---- | ------------------ |
| 1    | Tuuli Tomingas     |
| 2    | Lisa Spark         |
| 3    | Tereza Vinklárková |
| 4    | Natalia Sidorowicz |
| 5    | Susan Külm         |
| 6    | Lucie Charvátová   |
| 7    | Mona Brorsson      |
| 8    | Mareike Braun      |
| 9    | Markéta Davidová   |
| 10   | Tereza Voborníková |

| Rang | Name                    |
| ---- | ----------------------- |
| 1    | Markéta Davidová        |
| 2    | Tuuli Tomingas          |
| 3    | Marion Wiesensarter     |
| 4    | Julija Dschyma          |
| 5    | Tereza Voborníková      |
| 6    | Lucie Charvátová        |
| 7    | Jessica Jislová         |
| 8    | Johanna Skottheim       |
| 9    | Anastassija Merkuschyna |
| 10   | Mona Brorsson           |

### Junioren
| Rang | Name               |
| ---- | ------------------ |
| 1    | Jan Guńka          |
| 2    | Serhij Suprun      |
| 3    | Matija Legović     |
| 4    | Stepan Kinasch     |
| 5    | Witalij Mandsyn    |
| 6    | Konrad Badacz      |
| 7    | Jiří Blaha         |
| 8    | Darius Dinda       |
| 9    | Jakub Borguľa      |
| 10   | Daniil Tscherwenko |

| Rang | Name              |
| ---- | ----------------- |
| 1    | Bohdan Borkowskyj |
| 2    | Stepan Kinasch    |
| 3    | Witalij Mandsyn   |
| 4    | Matija Legović    |
| 5    | Serhij Suprun     |
| 6    | Luděk Abrahám     |
| 7    | David Eliáš       |
| 8    | Martin Cienik     |
| 9    | Wadim Kurales     |
| 10   | Aleksa Vuković    |

| Rang | Name                |
| ---- | ------------------- |
| 1    | Matija Legović      |
| 2    | Witalij Mandsyn     |
| 3    | Bohdan Borkowskyj   |
| 4    | Stepan Kinasch      |
| 5    | Jakub Borguľa       |
| 6    | Jan Guńka           |
| 7    | Serhij Suprun       |
| 8    | Konrad Badacz       |
| 9    | Enchsaichan Enchbat |
| 10   | Luděk Abrahám       |

### Juniorinnen
| Rang | Name                   |
| ---- | ---------------------- |
| 1    | Lora Christowa         |
| 2    | Oleksandra Merkuschyna |
| 3    | Olena Horodna          |
| 4    | Ema Kapustová          |
| 5    | Anna Nędza-Kubiniec    |
| 6    | Svatava Mikysková      |
| 7    | Walentina Dimitrowa    |
| 8    | Barbara Skrobiszewska  |
| 9    | Lenka Bártová          |
| 10   | Michaela Straková      |

| Rang | Name                  |
| ---- | --------------------- |
| 1    | Lora Christowa        |
| 2    | Ema Kapustová         |
| 3    | Walentina Dimitrowa   |
| 4    | Olena Horodna         |
| 5    | Barbara Skrobiszewska |
| 6    | Anna Nędza-Kubiniec   |
| 7    | Milana Genewa         |
| 8    | Kristína Makovínyová  |
| 9    | Stefani Jolowa        |
| 10   | Kateřina Pavlů        |

| Rang | Name                   |
| ---- | ---------------------- |
| 1    | Lora Christowa         |
| 2    | Ema Kapustová          |
| 3    | Olena Horodna          |
| 4    | Anna Nędza-Kubiniec    |
| 5    | Barbara Skrobiszewska  |
| 6    | Oleksandra Merkuschyna |
| 7    | Walentina Dimitrowa    |
| 8    | Kateřina Pavlů         |
| 9    | Milana Genewa          |
| 10   | Ilona Plecháčová       |